# Nine (comédie musicale)
Pour les articles homonymes, voir Nine.
Nine est une comédie musicale américaine composée par Maury Yeston sur un livret d'Arthur Kopit, jouée pour la première fois en 1982. La trame se base sur la pièce italienne de Mario Fratti, elle-même inspirée par le film Huit et demi de Federico Fellini. L'adaptation cinématographique est sortie en 2009.

## Argument
Venise, dans les années 1950,.
Guido Contini, grand réalisateur italien, souffle sa quarantième bougie en affrontant une double crise : il doit bientôt tourner un film dont il n'a pas écrit le scénario et la célèbre actrice Luisa del Forno (la femme qu'il a épousé voilà vingt ans) menace de le quitter s'il ne s'investit pas dans leur mariage.
En vain, Luisa tente de communiquer avec lui. Guido se perd dans le flot incessant de paroles qui envahit sa tête. Les voix des femmes de sa vie, survenues des tréfonds de sa mémoire, l'obsèdent et le harcèlent. Elles sont tour à tour insistantes, coquettes, irrésistibles, puissantes. Ces femmes que Guido a tant aimé sont à l'origine de sa créativité, créativité qui se trouve dans la même impasse que son mariage.
Dans une tentative de trouver un peu de paix et sauver leur mariage, Guido et Luisa se rendent dans un spa près de Venise. Mais ils sont immédiatement traqués par la presse qui les taraude de questions intrusives sur leur couple et le tournage imminent du prochain Contini. D'un même coup, Luisa apprend avec stupeur que Guido est sur un nouveau projet.
Alors que Guido s'efforce de trouver une trame, ses angoisses se font de plus en plus intenses. Sa maîtresse Carla débarque à Venise. Elle aussi est mariée mais ne s'épanouit guère dans cette union. Elle l'appelle depuis sa chambre d'hôtel, se plaint de sa solitude et tente de le ramener à elle en lui promettant des ébats torrides.
De son côté, sa productrice Liliane La Fleur, ancienne vedette des Folies Bergères, insiste pour que son prochain film soit une comédie musicale.
Pendant tout ce temps, Luisa se questionne de plus en plus sur leur couple. Anxieuse, elle s'interroge sur la vie qu'elle et Guido mènent, ne sait plus s'ils ont un avenir ensemble.
Guido, toujours plus perdu et angoissé, remonte le fil de ses souvenirs. Il revoit les confidences de la prostituée et paria Saraghina, celle qui lui a enseigné ce qu'est l'amour. À l'époque, Saraghina lui avait conseillé d'être lui-même, tout en délivrant une danse sulfureuse sur la plage. Guido se remémore les répercussions liées à sa rencontre avec la fille de joie :  la punition infligée par les nonnes de son internat catholique et le rejet de sa mère consternée. Face à ces brimades, incapable de supporter la peur irrationnelle des adultes, le petit garçon retourne vers la plage. Il n'y trouve rien d'autre que le sable et le vent, métaphore de la nature évanescente de l'amour. Ce paysage représente Guido, tant dans sa nature artistique que dans son instabilité émotionnelle.
De retour dans le présent, Guido est de nouveau sur la plage. Claudia Nardi, star de cinéma et égérie de ses longs-métrages à succès, l'y retrouve : elle a répondu à son appel, effectuant le trajet entre la France et l'Italie pour être à ses côtés. Cette fois pourtant, elle refuse le rôle qu'il lui offre. Furieux, Guido ne comprend pas le rejet de sa muse. Il se rend compte trop tard de la véritable raison de sa venue : elle veut mettre au clair leur relation et comprend que Guido ne peut combler ses désirs. Ils s'aiment d'une façon différente. Elle aime l'homme et lui aime l'artiste. Or, Claudia ne veut pas être chérie comme un fantasme mais comme un être réel. Elle cesse dès lors d'espérer une véritable relation entre eux. Avec ironie, elle l'appelle « Mon charmant Casanova ». Contre toute attente, cette réplique redonne l'inspiration à Guido, lui rappelant pourquoi il se tourne toujours vers elle. Attristée, Claudia part pour toujours.
Guido imagine alors un film désespéré et inspiré se déroulant sur le Grand Canal où figure toutes les femmes ayant tenu un rôle clef dans son destin. Ce long-métrage improvisé est une collision spectaculaire entre sa vie réelle et son existence créative. Le scénario est aussi cruel que critique envers ses choix et son parcours. L'intrigue s'avère également très rude pour son entourage qui se retrouve au centre de la fiction.
Carla arrive alors pour lui annoncer son divorce. Ivre de joie, elle déclare au réalisateur qu'ils vont enfin pouvoir être ensemble mais elle est brutalement rejetée par ce dernier.
Luisa se présente à son tour. Consternée et émue, elle voit qu'il a utilisé leur intimité et les mots qu'elle lui a adressé comme source d'inspiration. Elle finit par exploser de tristesse et de rage avant de partir. Guido laisse tourner ses caméras, capturant une scène de désolation totale. Il se rend compte qu'il a sacrifié toutes les femmes de sa vie (y compris Luisa qu'il aime plus que tout) pour nourrir son génie.
Le film est mort. Le casting déserte. Tour à tour, les femmes partent. Carla lui annonce son départ en toute simplicité, le cœur brisé ; Claudia lui adresse une lettre depuis Paris pour lui dire qu'elle s'est mariée ; Luisa fait une sortie fracassante et annonce la fin de ce mariage qui l'aura consommée tout entière.
Guido est seul. Il comprend qu'il ne peut mener le long-métrage à bien et envisage de se suicider. Mais, alors qu'il presse le pistolet sur sa tempe, une dernière irruption salvatrice se produit. Il fait face à lui-même, lorsqu'il était enfant. Le jeune Guido lui indique qu'il est temps de grandir. Guido repose l'arme. Les femmes qui ont marqué son existence reviennent une dernière fois sur scène mais pour lui adresser leurs adieux. Une seule est absente : Luisa. Guido ressent le vide douloureux laissé par son unique amour. 
Note : Dans certaines versions, la fin est moins pessimiste. Luisa entre dans la pièce sur la note finale et Guido se tourne vers elle, enfin prêt à l'écouter.

## Numéros musicaux
| Acte I - Overture Delle Donne - Not Since Charlie Chaplin - Guido's Song - Coda di Guido - The Germans at the Spa - My Husband Makes Movies - A Call From the Vatican - Only With You - The Script / Folies Bergeres - Nine - Ti Voglio Bene / Be Italian - The Bells of St. Sebastian | Acte II - A Man Like You / Unusual Way / Duet - Contini Submits - The Grand Canal : Every Girl in Venice / Amor / Only You / Finale - Simple - Be On Your Own - I Can't Make This Movie - Getting Tall - Nine / Long Ago / Nine (Reprise) |

## Personnages et distributions
| Personnage                    | 1982 (Broadway)       | 1989 (Suède)                  | 1984 (Tournée aux États-Unis) | 1992 (Londres)                   | 1996 (Donmar Warehouse) | 1999 (France)        | 2003 (Broadway)       | 2021 (Japon)                            | 2021-2022 (Budapesti Operettszínház)                           |
| ----------------------------- | --------------------- | ----------------------------- | ----------------------------- | -------------------------------- | ----------------------- | -------------------- | --------------------- | --------------------------------------- | -------------------------------------------------------------- |
| Guido Contini                 | Raúl Juliá            | Ernst-Hugo Järegård           | Sergio Franchi                | Jonathan Pryce                   | Larry Lamb              | Jérôme Pradon        | Antonio Banderas      | Yū Shirota                              | Attila Dolhai Zsolt Homonnay Szomor György                     |
| Luisa Contini                 | Karen Akers           | Siw Malmkvist                 | Diane M. Hurley               | Ann Crumb                        | Susannah Fellows        | Louisa Baïleche      | Mary Stuart Masterson | Miyu Sakihi                             | Flóra Széles Szilvi Szendy Veronika Nádasi                     |
| Carla Albanese                | Anita Morris          | Suzanne Brenning              | Karla Tamburrelli             | Becky Norman                     | Clare Burt              | Sophie Tellier       | Jane Krakowski        | Kate Doi                                | Petra Gubik Mara Kékkovács Annamari Dancs                      |
| Liliane La Fleur              | Liliane Montevecchi   | Berit Carlberg                | Jacqueline Doughet            | Liliane Montevecchi              | Sara Kestelman          | Annick Cisaruk       | Chita Rivera          | Beverly Maeda                           | Ágota Siménfalvy Andrea Szulák Szilágyi Enikő                  |
| Claudia Nardi                 | Shelly Burch          | Viveka Anderberg              | Lauren Mitchell               | Elizabeth Sastre                 | Eleanor David           | Lisbet Bongarçon     | Laura Benanti         | Sumire Matsubara                        | Lilla Polyák Nikolett Füredi Kata Janza                        |
| La mère de Guido              | Taina Elg             | Maj Lindström                 | Leigh Beery                   | Fiona O'Neill Eileen Page        | Dilys Laye              | Jocelyne Sand        | Mary Beth Peil        | Sumire Haruno                           | Zsuzsa Ullmann Zsuzsa Kalocsai Ildikó Bánsági                  |
| Le jeune Guido                | Cameron Johann        | Kim Sulocki                   | Linus Brohult Danny Barak     | Danny Mertsoy                    | Ian Covington           | ?                    | William Ullrich       | Toshiki Kumagai Yuki Omae Lion Fukunaga | Gergő Kocsis Barnabás Molnár                                   |
| Saraghina                     | Kathi Moss            | Anna Sundqvist                | Camille Saviola               | Ellen O'Grady                    | Jenny Galloway          | Mimma Lovoï          | Myra Lucretia Taylor  | Tomona Yabiku                           | Anna Peller Athina Papadimitriu Ildikó Keresztes Mónika Vásári |
| Stephanie Necrophorus         | Stephanie Cotsirilos  | Helena Fernell                | Kathryn Skatula               | Anita Dobson                     | Ria Jones               | Vincianne Regattieri | Saundra Santiago      | Eliana Silva                            | Bernadett Vágó Éva Auksz Katalin Benedekffy                    |
| La femme du Spa               | Kate Dezina           | Moa Myrén                     | O'Hara Parker                 | Sarah Payne                      | Kiran Hocking           | Alyssa Landry        | Deidre Goodwin        | Kaoru Harada                            | /                                                              |
| Lina Darling                  | Laura Kenyon          | Berit Bogg                    | Chikae Ishikawa               | Nadia Strahan                    | Norma Atallah           | Caroline Roelands    | Nell Campbell         | Ami Norimatsu                           | /                                                              |
| Mama Maddelena                | Camille Saviola       | Ewa Roos                      | Holly Lipton Nash             | Meg Johnson                      | /                       | /                    | /                     | /                                       | /                                                              |
| Diana                         | Cynthia Meryl         | Solgärd Kjellgren             | Margareta Arvidsson           | /                                | Tessa Pritchard         | Patricia Setbon      | Rachel deBenedet      | /                                       | /                                                              |
| Juliette                      | /                     | /                             | /                             | /                                | /                       | /                    | Rona Figueroa         | /                                       | /                                                              |
| Maria                         | Jeanie Bowers         | Lena Nordin                   | Candace Rogers                | /                                | Sarah Parish            | /                    | Sara Gettelfinger     | /                                       | /                                                              |
| Annabella                     | Nancy McCall          | /                             | Nancy McCall                  | /                                | Kristin Marks           | Barbara Willar       | Kristin Marks         | /                                       | /                                                              |
| Olga von Hesse                | Dee Etta Rowe         | /                             | Lou Ann Miles                 | /                                | Susie Dumbreck          | /                    | Linda Mugleston       | Emi Kuriyama                            | /                                                              |
| Renata                        | Rita Rehn             | /                             | Pegg Winter                   | /                                | Emma Dears              | Florence Davis       | Elena Shaddow         | /                                       | /                                                              |
| Sofia                         | /                     | /                             | /                             | /                                | /                       | /                    | Kathy Voytko          | /                                       | /                                                              |
| Francesca                     | Kim Criswell          | /                             | Barbara Walsh                 | /                                | /                       | Corinne Frejlich     | /                     | /                                       | /                                                              |
| Giulietta                     | Louise Edelken        | /                             | Louise Edelken                | /                                | /                       | Nathalie Pena-Vieira | /                     | /                                       | /                                                              |
| Gretchen von Krupf            | Lulu Downs            | Monica Janner                 | Mary Stout                    | /                                | /                       | /                    | /                     | /                                       | /                                                              |
| Heidi von Sturm               | Linda Kerns           | /                             | Mary Chesterman               | /                                | /                       | /                    | /                     | /                                       | /                                                              |
| Ilsa von Hesse                | Alaina Warren Zachary | /                             | Melody Jones                  | /                                | /                       | /                    | /                     | /                                       | /                                                              |
| La gondolière ou le gondolier | Colleen Dodson        | Ann-Christine Bengtsson       | Philip Maranges               | /                                | /                       | /                    | /                     | /                                       | /                                                              |
| Les camarades du jeune Guido  | Evans Allen           | Jadrien Steele Patrick Wilcox | /                             | Jason Dinter Jonathan H. Florman | /                       | /                    | /                     | /                                       | /                                                              |

## Production
Maury Yeston, professeur du Département de Musique de l'Université Yale, travaille sur sa première comédie musicale.
En 1973, il finit ainsi le premier jet de Nine, transposition scénique du film Huit et demi de Federico Fellini. Le compositeur s'identifie profondément au personnage principal, Guido Contini : « J'ai toujours cru en tous les rêves et idéaux qui s'incarnaient dans un artiste. Et voici un film sur un artiste en difficulté ! C'est devenu une obsession. [...] Nine était le projet que je voulais vraiment désespérément écrire - sans jamais penser ne serait-ce qu'une minute qu'il serait produit un jour. Le film avait eu un impact phénoménal sur moi ».
Le metteur en scène et producteur Tommy Tune est vite rattaché au projet. En 1977, le livret est dévolu à Mario Fratti. Tune, peu satisfait du résultat, embauche finalement l'auteur Arthur Kopit en 1981. Ce dernier travaille en étroite collaboration avec Yeston et se replonge dans l'oeuvre de Fellini.
Nine est finalement monté en 1982 au 46th Street Theatre. La production originale se joue durant 729 représentations, avec Raúl Juliá en tête d'affiche. Cette création est un immense succès public et critique, récompensée aux Tony Awards et aux Dramas Desk Awards. 
Par la suite, Nine connaît diverses productions internationales, notamment en Suède, au Royaume-Uni, en France, au Japon et en Hongrie. La reprise à Broadway, en 2003, est également un succès.

## Récompenses et nominations

### Production originale de Broadway
| Année | Récompense          | Catégorie                                           | Nomination          | Résultat   |
| ----- | ------------------- | --------------------------------------------------- | ------------------- | ---------- |
| 1982  | Tony Award          | Best Musical                                        | Best Musical        | Lauréat    |
| 1982  | Tony Award          | Best Book of a Musical                              | Arthur Kopit        | Nomination |
| 1982  | Tony Award          | Best Original Score                                 | Maury Yeston        | Lauréat    |
| 1982  | Tony Award          | Best Performance by a Leading Actor in a Musical    | Raul Julia          | Nomination |
| 1982  | Tony Award          | Best Performance by a Featured Actress in a Musical | Karen Akers         | Nomination |
| 1982  | Tony Award          | Best Performance by a Featured Actress in a Musical | Liliane Montevecchi | Lauréat    |
| 1982  | Tony Award          | Best Performance by a Featured Actress in a Musical | Anita Morris        | Nomination |
| 1982  | Tony Award          | Best Direction of a Musical                         | Tommy Tune          | Lauréat    |
| 1982  | Tony Award          | Best Choreography                                   | Thommie Walsh       | Nomination |
| 1982  | Tony Award          | Best Scenic Design                                  | Lawrence Miller     | Nomination |
| 1982  | Tony Award          | Best Costume Design                                 | William Ivey Long   | Lauréat    |
| 1982  | Tony Award          | Best Lighting Design                                | Marcia Madeira      | Nomination |
| 1982  | Drama Desk Award    | Outstanding Musical                                 | Outstanding Musical | Lauréat    |
| 1982  | Drama Desk Award    | Outstanding Featured Actress in a Musical           | Shelly Burch (en)   | Nomination |
| 1982  | Drama Desk Award    | Outstanding Featured Actress in a Musical           | Liliane Montevecchi | Lauréat    |
| 1982  | Drama Desk Award    | Outstanding Featured Actress in a Musical           | Anita Morris        | Lauréat    |
| 1982  | Drama Desk Award    | Outstanding Director of a Musical                   | Tommy Tune          | Lauréat    |
| 1982  | Drama Desk Award    | Outstanding Lyrics                                  | Maury Yeston        | Lauréat    |
| 1982  | Drama Desk Award    | Outstanding Music                                   | Maury Yeston        | Lauréat    |
| 1982  | Drama Desk Award    | Outstanding Costume Design                          | William Ivey Long   | Lauréat    |
| 1982  | Drama Desk Award    | Outstanding Lighting Design                         | Marcia Madeira      | Lauréat    |
| 1982  | Theatre World Award | Theatre World Award                                 | Karen Akers         | Lauréat    |
| 1983  | Grammy Award        | Best Musical Show Album                             | Nine                | Nomination |

### Production originale de Londres
| Année | Récompense             | Catégorie        | Nomination       | Résultat   |
| ----- | ---------------------- | ---------------- | ---------------- | ---------- |
| 1996  | Laurence Olivier Award | Best New Musical | Best New Musical | Nomination |

### Reprise à Broadway en 2003
| Année | Récompense          | Catégorie                                           | Nomination                | Résultat   |
| ----- | ------------------- | --------------------------------------------------- | ------------------------- | ---------- |
| 2003  | Tony Award          | Best Revival of a Musical                           | Best Revival of a Musical | Lauréat    |
| 2003  | Tony Award          | Best Performance by a Leading Actor in a Musical    | Antonio Banderas          | Nomination |
| 2003  | Tony Award          | Best Performance by a Featured Actress in a Musical | Jane Krakowski            | Lauréat    |
| 2003  | Tony Award          | Best Performance by a Featured Actress in a Musical | Mary Stuart Masterson     | Nomination |
| 2003  | Tony Award          | Best Performance by a Featured Actress in a Musical | Chita Rivera              | Nomination |
| 2003  | Tony Award          | Best Direction of a Musical                         | David Leveaux             | Nomination |
| 2003  | Tony Award          | Best Lighting Design                                | Brian MacDevitt           | Nomination |
| 2003  | Tony Award          | Best Orchestrations                                 | Jonathan Tunick           | Nomination |
| 2003  | Drama Desk Award    | Outstanding Revival                                 | Outstanding Revival       | Lauréat    |
| 2003  | Drama Desk Award    | Outstanding Actor in a Musical                      | Antonio Banderas          | Lauréat    |
| 2003  | Drama Desk Award    | Outstanding Featured Actress in a Musical           | Mary Stuart Masterson     | Nomination |
| 2003  | Drama Desk Award    | Outstanding Featured Actress in a Musical           | Chita Rivera              | Nomination |
| 2003  | Drama Desk Award    | Outstanding Featured Actress in a Musical           | Jane Krakowski            | Lauréat    |
| 2003  | Drama Desk Award    | Outstanding Director of a Musical                   | David Leveaux             | Nomination |
| 2003  | Theatre World Award | Theatre World Award                                 | Antonio Banderas          | Lauréat    |
| 2003  | Theatre World Award | Theatre World Award                                 | Mary Stuart Masterson     | Lauréat    |
| 2004  | Grammy Award        | Best Musical Show Album                             | Nine                      | Nomination |

### Production originale japonaise
| Année | Récompense              | Catégorie                                         | Nomination      | Résultat |
| ----- | ----------------------- | ------------------------------------------------- | --------------- | -------- |
| 2021  | Yomiuri Theatre Award   | Meilleur acteur dans une comédie musicale         | Yū Shirota      | Lauréat  |
| 2021  | Yomiuri Theatre Award   | Meilleure comédie musicale                        | Nine            | Lauréat  |
| 2021  | Yomiuri Theatre Award   | Meilleure mise en scène pour une comédie musicale | Shuntarō Fujita | Lauréat  |
| 2021  | Kikuta Kazuo engeki shō | Meilleure actrice dans une comédie musicale       | Miyu Sakihi     | Lauréat  |